# Макамба (провинция)
Макамба е най-южната от 18-те провинции на Бурунди. Съгласно преброяването от 2008 г. населението ѝ е 430 899 души. Обхваща територия от 1 960 km2. Столица е едноименният град Макамба. Това е най-плодородната провинция на Бурунди. 

## Общини
Провинция Канкузо включва шест общини:
- община Вугизо
- община Кайогоро
- община Кибаго
- община Мабанда
- община Макамба
- община Нянза-Лак